# Antonio dell'Abate
Antonio dell'Abate was een muziekdrukker die actief was in Venetië. Samen met Andrea Antico publiceerde hij in 1536 een verzameling van 41 driestemmige chansons onder de titel "La Couron[n]e et fleur des chansons a troys". Ongeveer de helft van deze bundel waren tot dan toe onuitgegeven werken van Adriaan Willaert. Vele van deze chansons werden tot laat in de zestiende eeuw geregeld herdrukt.